# دهه ۹۷۰ (پیش از میلاد)
دهه ۹۷۰ (پیش از میلاد) ۹۷مین دهه قبل از مبدا شروع تقویم میلادی است.

## درگذشتگان
داوود